# Szlovén euróérmék
Szlovénia euróit Finnországban készítik, hivatalosan 2007. január 1-jétől kerülnek forgalomba, a tolárt kiváltva. A sorozatot Miljenko Licul, Maja Licul és Janez Boljka tervezték.
| Címlet  | Leírás |
| ------- | --- |
| 2 euró  | France Prešeren, szlovén költő árnyképe az általa 1844-ben írt Zdravljica (~ Áldomás) hetedik versszakának első sorával. „Živé naj vsi naródi” – Éljenek mind a népek.) A vers hetedik versszaka 1989. szeptember 27-e óta Szlovénia nemzeti himnusza.                                                                  |
| 1 euró  | Primož Trubar (1508-1586), szlovén református prédikátor és gondolkodó arcképe. Trubar a szlovén protestáns egyház alapítója, Rotterdami Erasmus munkatársa, az első szlovén nyelvű nyomtatott könyv szerzője. Körülötte jelmondata: „Stati inu obstati” (~becsülettel helyt állni).                                    |
| 50 cent | A Júliai-Alpokban emelkedő Triglav (2864 m tfsz; ~Háromfő) hegycsúcs, felette az égen a rák csillagkép ragyog. (Szlovénia a rák csillagjegyben nyerte el függetlenségét.) A csúcsot és a csillagokat a „Oj Triglav moj dom!” (Ó, Triglav, otthonom!) felirat fogja körbe.                                               |
| 20 cent | A lipicai ménes lovai. Lipica Szlovénia nyugati részén még ma is a világ egyik legkiválóbb ménesét és génbankját mondhatja magáénak. |
| 10 cent | Jože Plečnik szlovén építész rajza a Szabadság Katedrálisáról, melyet Plečnik a független szlovén nemzetállam parlamentjéül tervezett. Az épület soha nem épült fel. |
| 5 cent  | Ivan Grohar szlovén festő képe a csillagokat magként széthintő földművesről. A magvető alakja a jövőbe befektető, előretekintő, tudását gyarapító embert jelképezi. (Lásd még: francia 50, 20 és 10 centes.) |
| 2 cent  | A Hercegek Köve, melyre a karantiai hercegeket állították. Az Hercegek Kövének felvétele a szlovén 2 centesre diplomáciai súrlódáshoz vezetett Szlovénia és az osztrák Karintia tartomány között, amely önállóságának jelképeként a Klagenfurti múzeumban őrzi a követ. (Mindkét állam Karantániától eredezteti magát.) |
| 1 cent  | A gólya a szlovénok kedves madara, a szlovén környezetvédelem jelképállata. Alakja a természet szeretetét és a természetvédelem fontosságát hangsúlyozza. |